# VG247
VG247 (stylisé VG24/7) est un blogue de jeu vidéo publié au Royaume-Uni, fondé en février 2008 par le vétéran de l'industrie Patrick Garratt. Le blogue du CNET Crave le classe troisième meilleur blogue de jeux vidéo au monde

## Historique
Fondé en février 2008 d'une collaboration entre Patrick Garratt, journaliste de jeux vidéo, et Eurogamer Network, VG247 a été créé pour être un blogue d'actualités, le premier du genre au Royaume-Uni à disposer d'un blogue spécialisé dans les jeux de société parmi les sites américains Kotaku et Joystiq. Lors de son lancement, VG247 n'a pas passé en revue les jeux vidéo et s'est plutôt concentré sur les nouvelles, les interviews et les avant-premières. Garratt était le seul membre du personnel au moment du lancement, bien qu'il ait grandi au fil du temps avec l'arrivée de Mike Bowden et Nathan Grayson.
Au début de l'année 2009, le site s'est relancé, changeant la marque de videogaming247.com à VG247; en même temps le site a changé son url primaire à www.vg247.com, et a lancé un nouveau design de site, avec des fonctionnalités améliorées, et le personnel. Le site a ajouté du personnel au cours de l'année suivante,,.
VG247 a commencé à créer du contenu vidéo original en 2012 et a connu quelques changements de personnel,. Matt Martin est devenu le rédacteur en chef du site et le fondateur du site, Patrick Garratt, est devenu éditeur à plein temps en 2014; au cours de la même période, le site Web a lancé sa troisième itération de conception. Le site a lancé une édition italienne en mars.
En octobre 2015, VG247 a sorti leur avant-première de Uncharted 4: A Thief's End et a publié des excuses après avoir été contacté par Sony qu'ils avaient joué à Uncharted 2: Among Thieves de la remastered Uncharted: The Nathan Drake Collection.

## Récompenses
VG247 fut nommé à deux reprises pour le meilleur site Web et le meilleur blogue en ligne aux Games Media Awards en 2008 et 2009. Et bien qu'il n'ait pas gagné non plus en 2008, il a remporté le prix du meilleur blogue en ligne en 2009, Garratt ayant remporté le prix du meilleur écrivain spécialisé en ligne en 2009, n'ayant été nommé qu'en 2008. Garratt a reçu trois prix Games Media Legend en 2009.
Le site a été nommé pour le prix du meilleur blogue en ligne aux Games Media Awards 2010, mais a perdu contre Rock, Paper, Shotgun. Le site a de nouveau été nommé pour le meilleur blogue en ligne aux Games Media Awards 2011.